# Райські яблучка
Райські яблучка (рос. Райские яблочки) — радянський художній фільм 1973 року, знятий на кіностудії «Мосфільм».

## Сюжет
Політичний памфлет на основі розповіді фінського письменника Мартті Ларні «Сократ в Гельсінках». Весна 1944 року. У райський куточок, який вже давно обжив філософ Сократ, прибуває солдат, який відстрілявся, Вітторі Віртен. Філософ з великою повагою поставився до новоприбулого гостя, і вони навіть стали друзями. Одного разу відзначившись перед Богом, герої отримують відпустку на Землю і відправляються в дорогу: солдат вирішує відвідати свою сім'ю в Лаконії, а мудрець захотів просто подивитися на світ — чи таким він його мислив колись, і вирішив приєднатися до солдата…

## У ролях
- В'ячеслав Шалевич — Вітторі Віртен, колишній солдат, громадянин Лаконії
- Борис Тенін — Сократ, мудрець, літня людина, якій 2400 років
- Лідія Сухаревська — Анна
- Галина Пірназарова — Лілі
- Юрій Чулюкін — Тео Брамінус, міністр
- Леонід Сатановський — Демі Дролус, міністр
- Олександр Бачуркін — епізод
- Наталія Воробйова — Ланела, дружина міністра Тео Брамінуса
- Юрій Волинцев — слідчий
- Олександр Галевський — син Вітторі Віртена
- Зиновій Гердт — диригент
- Рита Гладунко — повія
- Еве Ківі — Анна
- Віктор Махмутов — поліцейський
- Валерій Носик — Бог
- Марина Поліцеймако — повія
- Готліб Ронінсон — капітан поліції
- Віктор Філіппов — син Вітторі Віртена
- Станіслав Чекан — поліцейський
- Володимир Шлезінгер — професор
- Григорій Шпігель — Кейбо
- Валентин Абрамов — Руссо
- Олексій Бахарь — епізод
- Юрій Виноградов — перехожий
- Іван Жеваго — кравець, перехожий
- Гарен Жуковська — дама з собачкою
- Юрій Кірєєв — епізод
- Валентина Тежик — повія
- Володимир Носик — епізод
- Леонід Платонов — епізод
- Георгіос Совчіс — епізод
- Володимир Хмельницький — епізод
- Наталія Швець — епізод
- Віктор Шульгін — епізод
- Лілія Журкіна — епізод
- Віктор Волков — епізод
- Микола Стрелецький — репортер
- Валентин Грачов — епізод

## Знімальна група
- Режисер-постановник і сценарист — Георгій Щукін
- Оператор-постановник — Володимир Чухнов
- Композитор — Володимир Рубін
- Художники — Тамара Антонова, Олексій Лебедєв